# Белозубка Бюттикоффера
Белозу́бка Бюттико́ффера, Белозубка Бюттикофера (Crocidura buettikoferi) — вид млекопитающих рода белозубки семейства землеройковые. Видовое название дано в честь швейцарского зоолога Иоганна Бюттикофера (1850—1927).
Ареал вида охватывает ряд стран Западной Африки: Нигерию, Гану, Кот-д’Ивуар, Гвинею, Либерию, возможно — и Сьерра-Леоне. Встречаются на высотах от уровня моря до нескольких сот метров. В Нигерии вид найден в 4 местах, а в Гане — в двух локалитетах (в том числе — в лесном резервате Draw River Forest Reserve).
Вид включён в «Международную Красную книгу» (англ. IUCN Red List of Threatened Animals) МСОП как вид, вызывающий наименьшие опасения.